# Pantylus

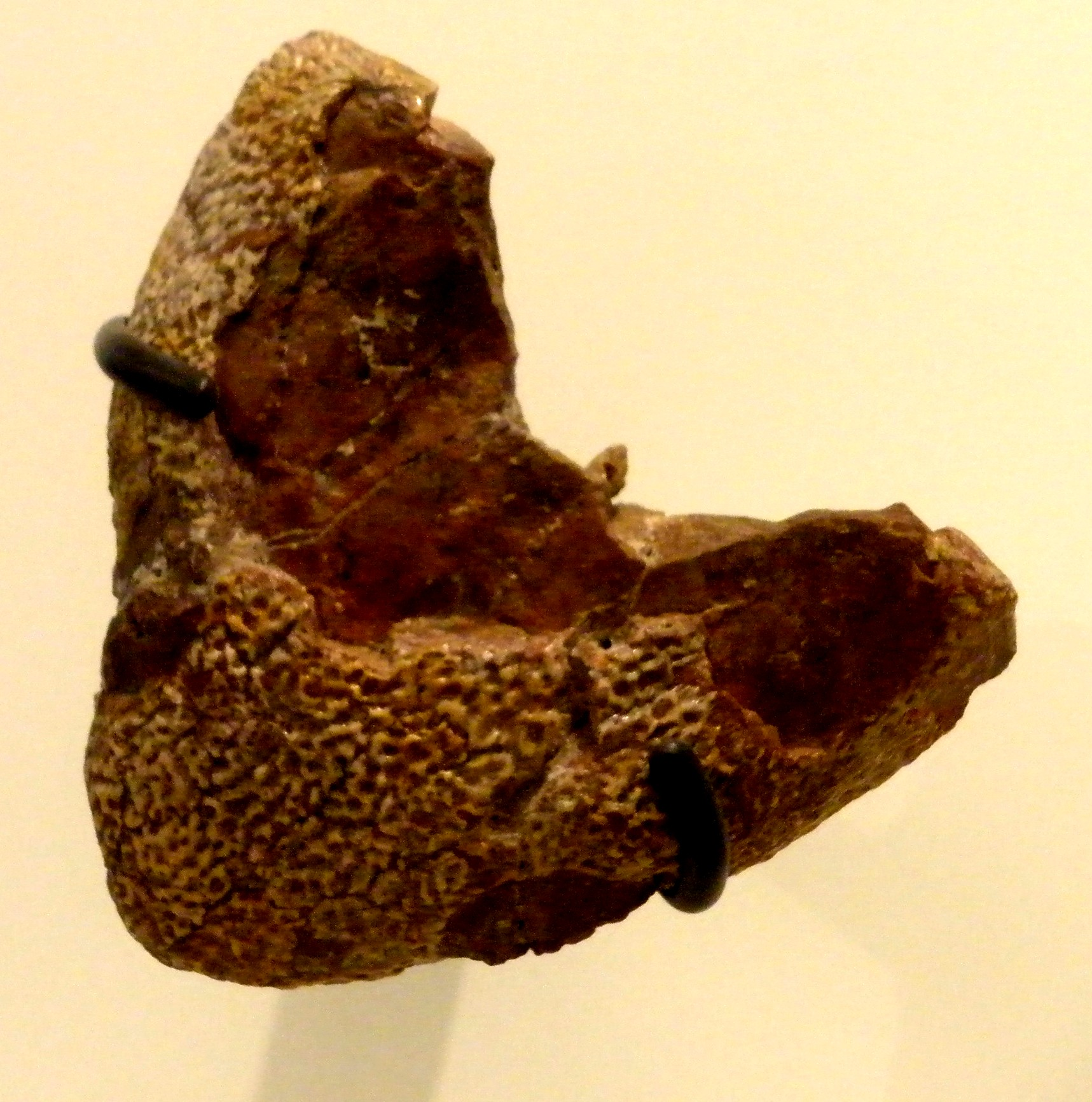
Pantylus cordatus

Pantylus là một loài lepospondyl tuyệt chủng từ kỷ Permi ở Bắc Mỹ.
Pantylus có thể là một động vật chủ yếu trên đất liền, xét trên chi cấu tạo tốt của nó. Nó dài khoảng 25 cm (10 in), và giống như một con thằn lằn với một hộp sọ lớn và chi ngắn. Nó có rất nhiều răng cùn, và có lẽ săn động vật có xương sống.